# İsmail Köybaşı
İsmail Köybaşı (10 de juliol de 1989, İskenderun, Hatay, Turquia) és un futbolista turc, que juga com a lateral esquerre al Çaykur Rizespor de la Superlliga de Turquia.

## Clubs
| Club          | País    | Any         |
| ------------- | ------- | ----------- |
| Gaziantepspor | Turquia | 2008 - 2009 |
| Beşiktaş JK   | Turquia | 2009 -      |